# ストーンヘンジ (潜水艦)
ストーンヘンジ (HMS Stonehenge) はイギリス海軍の潜水艦。S級。

## 艦歴
1942年4月4日起工。1943年3月23日進水。1943年6月15日就役。
1943年11月5日にヤーマスより出航し、1944年1月23日にトリンコマリーに到着。
1944年2月1日、トリンコマリーより出撃。2月5日、ペナンの北で日本船を沈める。その船は「Koryo Maru No.2」（726トン）かもしれないが不確実。2月12日、ペナンの北西で日本の「第八号駆潜艇」、特設駆潜艇「長江丸」と交戦し「長江丸」を撃沈した。2月18日、トリンコマリーに帰投。
1944年2月25日、トリンコマリーより出撃。未帰還となる。「ストーンヘンジ」の最期については次の二つの可能性があるという。
- 3月15日に特設駆潜艇「第17昭南丸」および「第七号掃海艇」、「第八号掃海艇」により撃沈された。
- 3月20日に第七〇五航空隊所属の九七艦攻により撃沈された。

ただし、前者が攻撃したのはイギリス潜水艦「ストイック」の可能性がある、ともいう。
「ストーンヘンジ」は3月20日にセイロンに帰投せず3月2日から3月16日の間に触雷したものと推定される、としているものもある。